# Айхах-Фрідберг
Айхах-Фрідберг (нім. Aichach-Friedberg) — район в Німеччині, у складі округу Швабія федеральної землі Баварія. Адміністративний центр — місто Айхах.

## Населення
Населення району становить 135 024 осіб (станом на 31 грудня 2020).

## Адміністративний поділ
Район складається з 2 міст (нім. Städte), 5 торговельних громад (нім. Märkte) та 17 громад (нім. Gemeinden):
| Міста 1. Айхах (21488) 2. Фрідберг (29916) Торговельні громади 1. Айндлінг (4565) 2. Інхенгофен (2640) 3. Кюбах (4297) 4. Мерінг (14915) 5. Петтмес (6895) | Громади 1. Адельцгаузен (1771) 2. Аффінг (5483) 3. Баар (1219) 4. Голленбах (2431) 5. Дазінг (5815) 6. Зіленбах (1780) 7. Кіссінг (11581) 8. Мерхінг (3213) 9. Обергрісбах (1978) 10. Ойрасбург (1832) 11. Петерсдорф (1698) 12. Релінг (2571) 13. Рід (3159) 14. Тодтенвайс (1470) 15. Шильтберг (1985) 16. Шміхен (1347) 17. Штайндорф (975) Об'єднання громад 1. Айндлінг (торговельна громада Айндлінг та громади Петерсдорф та Тодтенвайс) 2. Дазінг (громади Адельцгаузен, Дазінг, Ойрасбург, Обергрісбах та Зіленбах) 3. Кюбах (торговельна громада Кюбах та громада Шильтберг) 4. Мерінг (торговельна громада Мерінг та громади Шміхен та Штайндорф) 5. Петтмес (торговельна громада Петтмес та громада Баар) |

Дані про населення наведені станом на 31 грудня 2020.